# Marc Brys
Marc Brys (Antuérpia, 10 de maio de 1962) é um ex-futebolista e treinador de futebol belga que atuava como zagueiro. Atualmente comanda a seleção de Camarões.

## Carreira
Revelado pelo Beerschot, onde se profissionalizou em 1978 e onde atuou por mais tempo (contabilizando o período como Wilrijk), Brys defendeu ainda Merksem e Willebroek, clube onde encerrou a carreira de jogador em 1997. Um ano depois da aposentadoria, estreou como técnico no Londerzeel, que disputava a quarta divisão nacional. Entre 2001 e 2003, treinou o Berchem Sport e seu desempenho chamou a atenção: foi campeão da quarta divisão belga em 2001–02 e venceu a terceira divisão na temporada seguinte - como não tinha a licença profissional para jogar a segunda divisão, o Berchem não conseguiu a vaga, que ficou com o KV Oostende. Em julho de 2003, assumiu o comando do Germinal Beerschot, que mesmo tendo o menor orçamento da Jupiler Pro League na época, ficou em sétimo lugar. Outro feito de Brys pelos De Mannekes foi a conquista da Copa da Bélgica de 2004–05, vencendo o Club Brugge por 2 a 1 e classificando o time para a Copa da UEFA de 2005–06, sendo eliminado pelo Olympique de Marseille nos pênaltis. Após uma passagem pelo Deinze no primeiro semestre de 2006 voltaria ao Germinal Beerschot em julho do mesmo ano.
Passou ainda por Mouscron, FC Eindhoven, Den Bosch e KV Mechelen antes de passar 3 temporadas no futebol saudita, comandando Al-Faisaly, Al-Raed e Najran. Voltaria a treinar em seu país em 2016, assumindo o comando técnico do Beerschot Wilrijk, onde permaneceu até 2018.
Depois de treinar Sint-Truiden e OH Leuven, Brys foi anunciado como novo técnico da seleção de Camarões em abril de 2024, substituindo Rigobert Song. Antes de assumir o comando técnico dos Leões Indomáveis, ele afirmou que recusou propostas de outras seleções africanas, entre elas Gana e Tunísia.

## Títulos
Berchem Sport
- Vierde klasse (Quarta Divisão): 2001–2002
- Derde klasse (Terceira Divisão): 2002–2003

Germinal Beerschot
- Copa da Bélgica: 2004–05[14]

Beerschot Wilrijk
- Eerste Nationale: 2016–17

### Individual
- Prêmio Raymond Goethals: 2020[15]